# Ornithogalum decus-montium
Ornithogalum decus-montium là một loài thực vật có hoa trong họ Măng tây. Loài này được G.Will. mô tả khoa học đầu tiên năm 1998.